# Unterseeboot 120 (1940)
Pour les articles homonymes, voir Unterseeboot 120.
Le Unterseeboot 120 (ou U-120) est un sous-marin allemand (U-Boot) de type II.B utilisé par la Kriegsmarine pendant la Seconde Guerre mondiale.

## Historique
L'Unterseeboot 120 est l'un des deux U-Boote de type II construits dans les chantiers Flender Werke à Lübeck. Comme son Sister-ship l'U-121 (également construit à Lübeck), il est prévu pour l'exportation vers la Chine.
Le gouvernement nationaliste chinois passe une commande de 10 millions de reichsmarks pour deux sous-marins de type II.B en 1937. Il envoie également 80 hommes en Allemagne pour leur formation aux manœuvres sous-marines. Le gouvernement japonais, en guerre contre la Chine, se plaint de cette transaction. La commande est annulée et les chinois, remboursés.
L'irruption de la Seconde Guerre mondiale en Europe et l'augmentation des besoins en formation de l'U-Bootwaffe conduit le haut commandement allemand de la Kriegsmarine à s'attribuer ces deux sous-marins sous les appellations l'U-120 et l'U-121.
Dépassé technologiquement lors de son lancement, l'U-120 sert uniquement de navire-école. À ce titre, il n’a jamais pris part à une patrouille ni à un combat.
La reddition de l’Allemagne approchant, il est sabordé à Bremerhaven par son équipage le 2 mai 1945 répondant à l’ordre lancé de l’Amiral Dönitz (opération Regenbogen). Il est renfloué en 1950, puis démoli.

## Affectations successives
- U-Bootschulflottille du 20 avril 1940 au 30 juin 1940
- 21. Unterseebootsflottille du 1er juillet 1940 au 16 mars 1945
- 31. Unterseebootsflottille du 17 mars 1945 au 2 mai 1945

## Commandement
- Oberleutnant zur See Ernst Bauer du 20 avril au 25 novembre 1940
- Wolfgang Heyda du 26 novembre 1940 au 19 mai 1941
- Oberleutnant zur See Willy-Roderich Körner du 20 mai 1941 au 24 février 1942
- Oberleutnant zur See Hans Fiedler du 25 février au 30 septembre 1942
- Alfred Radermacher du 15 septembre 1942 au 24 mai 1943
- Oberleutnant zur See Adolf Gundlach du 24 mai au 26 juillet 1943
- Oberleutnant zur See Joachim Sauerbier du 26 juillet 1943 au 14 septembre 1944
- Oberleutnant zur See Rolf Rüdiger Bensel du 15 septembre 1944 au 2 mai 1945

Nota: Les noms de commandants sans indication de grade signifie que leur grade n'est pas connu avec certitude à notre époque à la date de la prise de commandement.

## Navires coulés
Ce sous-marin n’a pris part à aucune patrouille et combat. Il n’a par conséquent aucun navire coulé ou endommagé à son actif

### Sources
- (en) Cet article est partiellement ou en totalité issu de l’article de Wikipédia en anglais intitulé « German submarine U-120 (1940) » (voir la liste des auteurs).
- (en) Clay Blair, Hitler's U-boat war, vol. 2 : The hunted, 1942-1945, New York, Random House, 1996, 909 p. (ISBN 978-0-679-45742-8 et 0-679-45742-9, OCLC 34149855)